# Neotmethis
Neotmethis is een geslacht van rechtvleugeligen uit de familie Pamphagidae. De wetenschappelijke naam van dit geslacht is voor het eerst geldig gepubliceerd in 2008 door Usmani.

## Soorten
Het geslacht Neotmethis  is monotypisch en omvat slechts de volgende soort:
- Neotmethis bidentatus (Usmani, 2008)